# Stary Rynek we Lwowie
Stary Rynek  (ukr. Площа Старий Ринок) – plac położony na północ od dzisiejszego centrum Lwowa, na przedmieściu Żółkiewskim (Krakowskim). Był centralnym punktem miasta przed czasami Kazimierza Wielkiego. Obecna nazwa funkcjonuje od roku 1871, wcześniej nazywany był placem Rybnym i Nowej Bóżnicy.
Przy placu stoi Kościół św. Jana Chrzciciela z ok. poł. XIV w. Do roku 1941 stała na placu Synagoga Tempel.